# Az egység szobra
Az egység szobra Sardar Vallabhbhai Patel (1875–1950) indiai kongresszusi politikus és függetlenségi aktivista kolosszális szobra. 182 méteres magasságával a világ legmagasabb szobra. India Gudzsarát államában található, a Narmada folyó egy szigetén áll, a Sardar Sarovar Gát felé néz. Patel a független India első belügyminisztere és Mohandász Karamcsand Gandhi egyik fő híve volt az erőszakmentes indiai függetlenségi mozgalom során. Nagy tisztelet övezi, amiért a gyakorlatban sikeresen egyesítette az 552 indiai monarchiát és létrehozta India egységes unióját. 
A szoborépítési projektet 2010-ben jelentették be, az építkezés 2013 októberében Ram V. Sutar indiai szobrász tervei alapján kezdődött a Larsen & Toubro kivitelezésében, mely vállalat 29,89 milliárd rúpiáért vállalta el az építést. Narendra Modi indiai miniszterelnök adta át 2018. október 31-én, Patel születésének 143. évfordulóján.

## Története
Narendra Modi először 2013. október 7-én, gudzsaráti miniszterelnökségének tizedik évében sajtótájékoztatón jelentette be a Vallabhbhai Patel megemlékezéséről szóló projektet. Abban az időben Gudzsarát tisztelgése a nemzetnek nevet viselte a projekt.
Külön társaság jött létre a gudzsaráti kormány miniszterelnökének elnöksége alatt, a teljes projekt zökkenőmentes végrehajtásának biztosítása érdekében.
A szobor felépítésének támogatására elindítottak egy Egység Szobra elnevezésű mozgalmat, mely segítette a szoborhoz szükséges vas összegyűjtését azáltal, hogy gazdákat kért fel használt mezőgazdasági eszközeiknek adományozására.  2016-ra összesen 135 tonna vashulladékot gyűjtöttek be, melyből nagyjából 109 tonnát használták fel a szobor alapjához. A projekt támogatására 2013. december 15-én Szúratban és Vadodarában tartották a Run For Unity elnevezésű maratont.

## Tervezés és kivitelezés

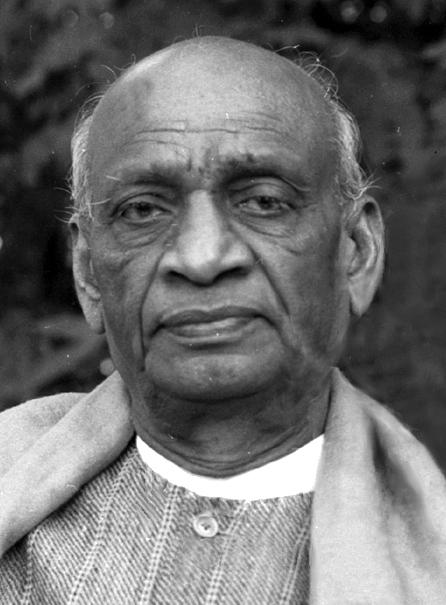
Vallabhbhai Patel az indiai függetlenségi mozgalom egyik legjelentősebb vezetője volt, és felelős az 552 hercegi állam egyesüléséért.

### Tervezés
A szobor Vallabhbhai Patelt, az indiai függetlenség mozgalom egyik legjelentősebb vezetőjét, India első miniszterelnök-helyettesét ábrázolja, aki felelős a száz hercegi államoknak a modern Indiai Köztársaságba történő integrációjáért. 

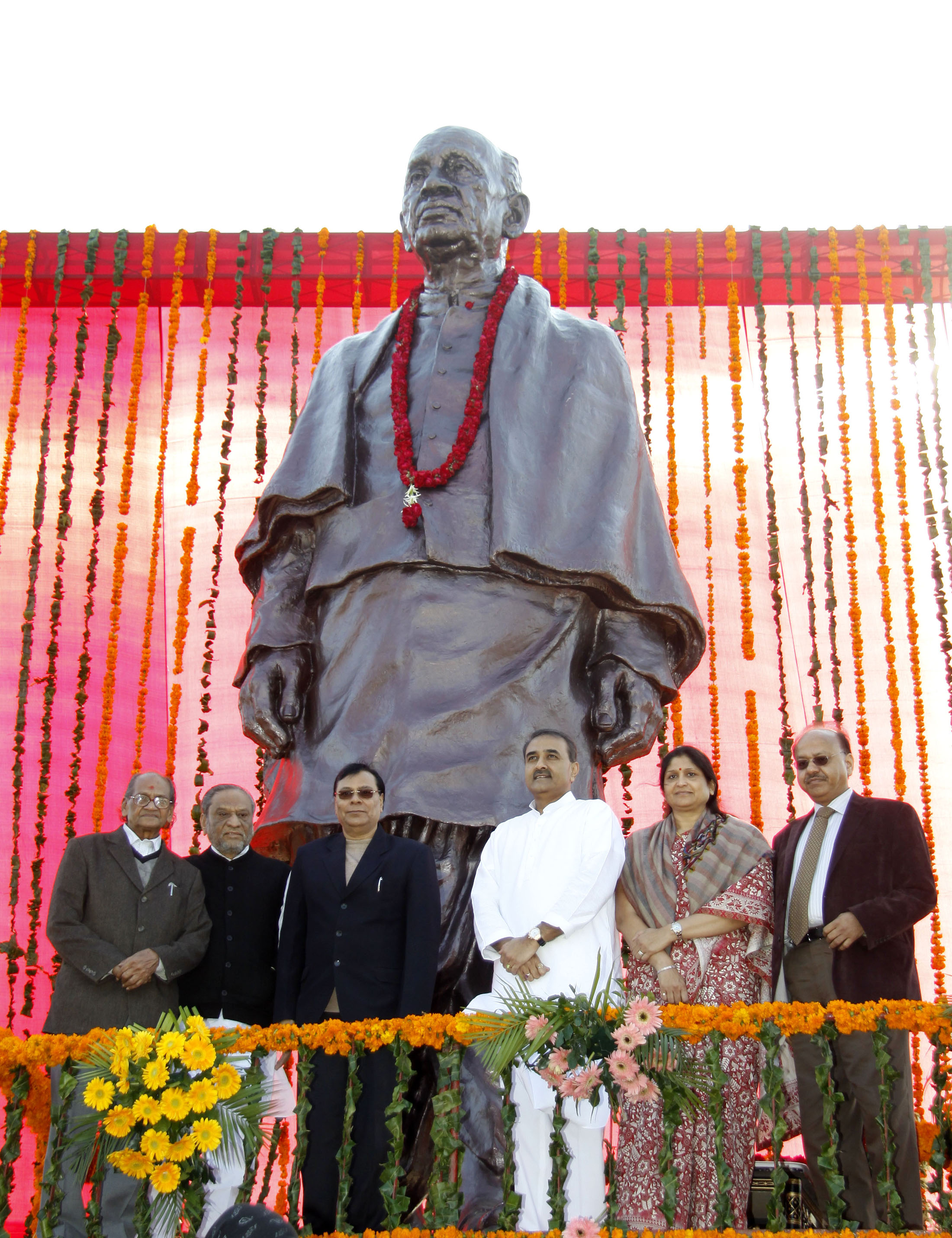
Az Egység szobra egy felnagyított változata ennek az Ahmadábádi Nemzetközi Repülőtéren található szobornak

Miután számos Patel-szobrot megvizsgáltak országszerte, a történészek, művészek és tudósok egy csoportja úgy döntött, hogy folytatja a Ram V. Sutar indiai szobrász által benyújtott tervrajzot.  Az Egység szobra sokkal nagyobb replika a vezető szobráról, amely az Ahmadábádi Nemzetközi Reptéren áll. A tervezést kommentálva Ram Sutar fia, Anil Sutar kifejti, hogy "a kifejezés, a testtartás és a póz igazolja az ő személyisége által kiváltott méltóságot, magabiztosságot, vasakaratot és kedvességet. A feje fel van szegve, vállára kendő van terítve, mintha sétára indulna". Az építést megelőzően három modell készült 91 cm, 5,5 m és 9,1 m méretben. Miután a legnagyobb modellt jóváhagyták, részletes 3D-letapogatást készítettek, amely alapul szolgált a kínai öntödékben öntött bronzburkolathoz.
Patel dhotival borított lábai és a szandál vékonyabbá tette a formatervezést az alján, mint a felső részén, ezáltal befolyásolva annak stabilitását. Ennek megoldására a karcsúság aránya 16:19 volt, a szokásos 8:14 helyett, melyet más magas épületeknél alkalmaznak. A szobrot úgy építették, hogy ellenálljon a óránkénti 180 km/h-s szélnek és a Richter skálán mért 6,5-es erősségű, 10 km mélyen bekövetkező földrengéseknek a szobortól számított 12 km-es körzetben Ehhez két, 250 tonnás hangolású tömegcsillapító használhatót, használtak amelyek biztosítják a maximális stabilitást.
A szerkezet teljes magassága 240 méter, 58 méteres alappal és a 182 méteres szoborral. A 182 magasságot kifejezetten úgy választották meg, hogy megfeleljen a Gudzsarát Törvényhozói Közgyűlés üléseinek számának.

### Finanszírozás
A szobor a köz- és magánszféra partnerségének modellje alapján épült fel, a legtöbb pénzt a gudzsaráti kormány gyűjtötte be. A Gudzsarát állami kormány által kijelölt költségvetés 5 milliárd ₹ volt a projektre a 2012 és 2015 közötti időszakra. A 2014–15-ös uniós költségvetésben 2 milliárd ₹-t ítéltek oda a szobor építéséhez. Hozzájárulás érkezett a közszféra vállalkozásaiból is a vállalati társadalmi felelősségvállalási rendszer keretében.

### Építés
| Egység szobra            | 240 m  |
| Tavaszi templom Buddha   | 153 m  |
| Szabadság-szobor         | 93 m   |
| Az anyaföld hívása       | 87 m   |
| Megváltó Krisztus szobra | 38 m   |
| Dávid-szobor             | 5,17 m |

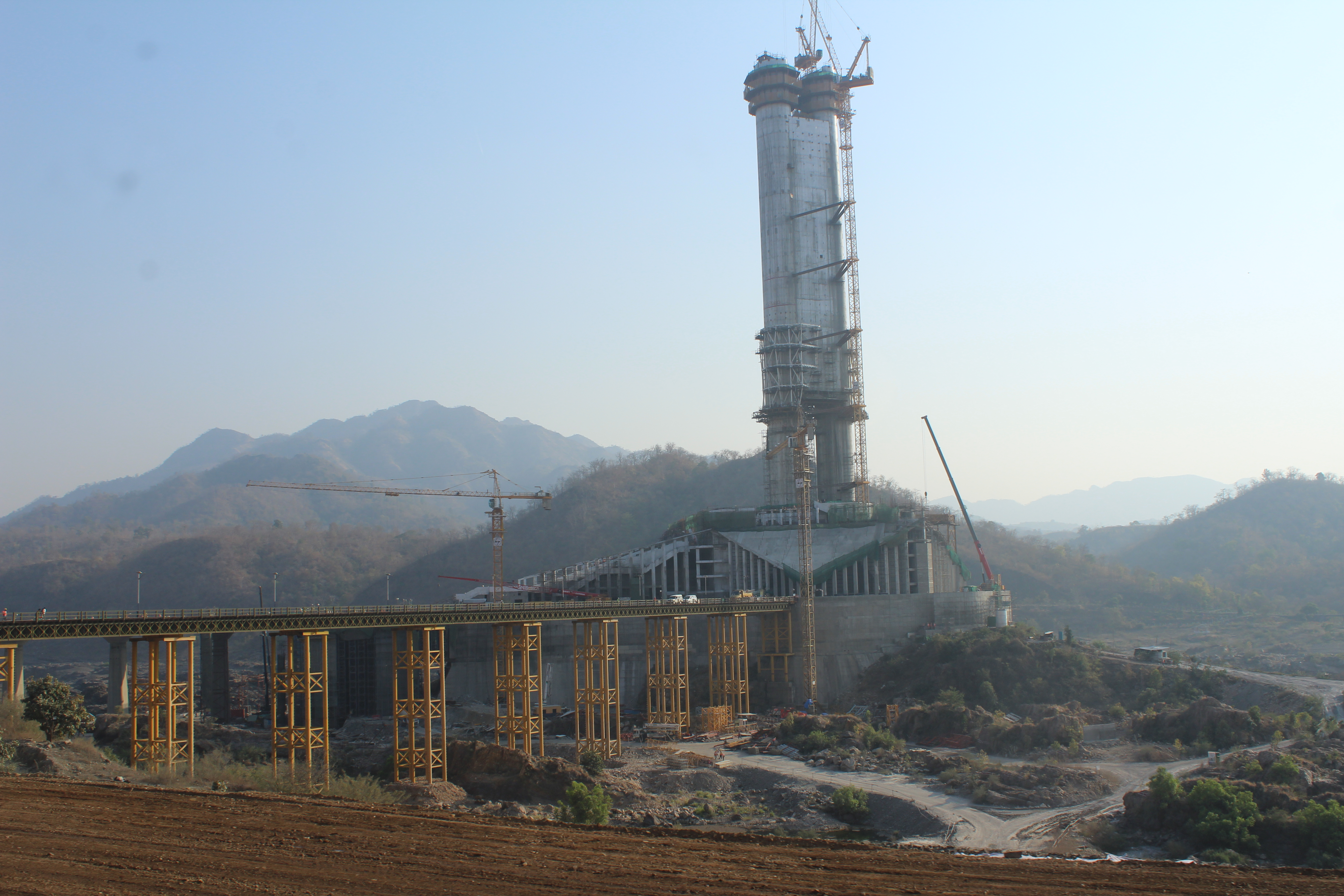
A szobor építés közben 2018 januárjában

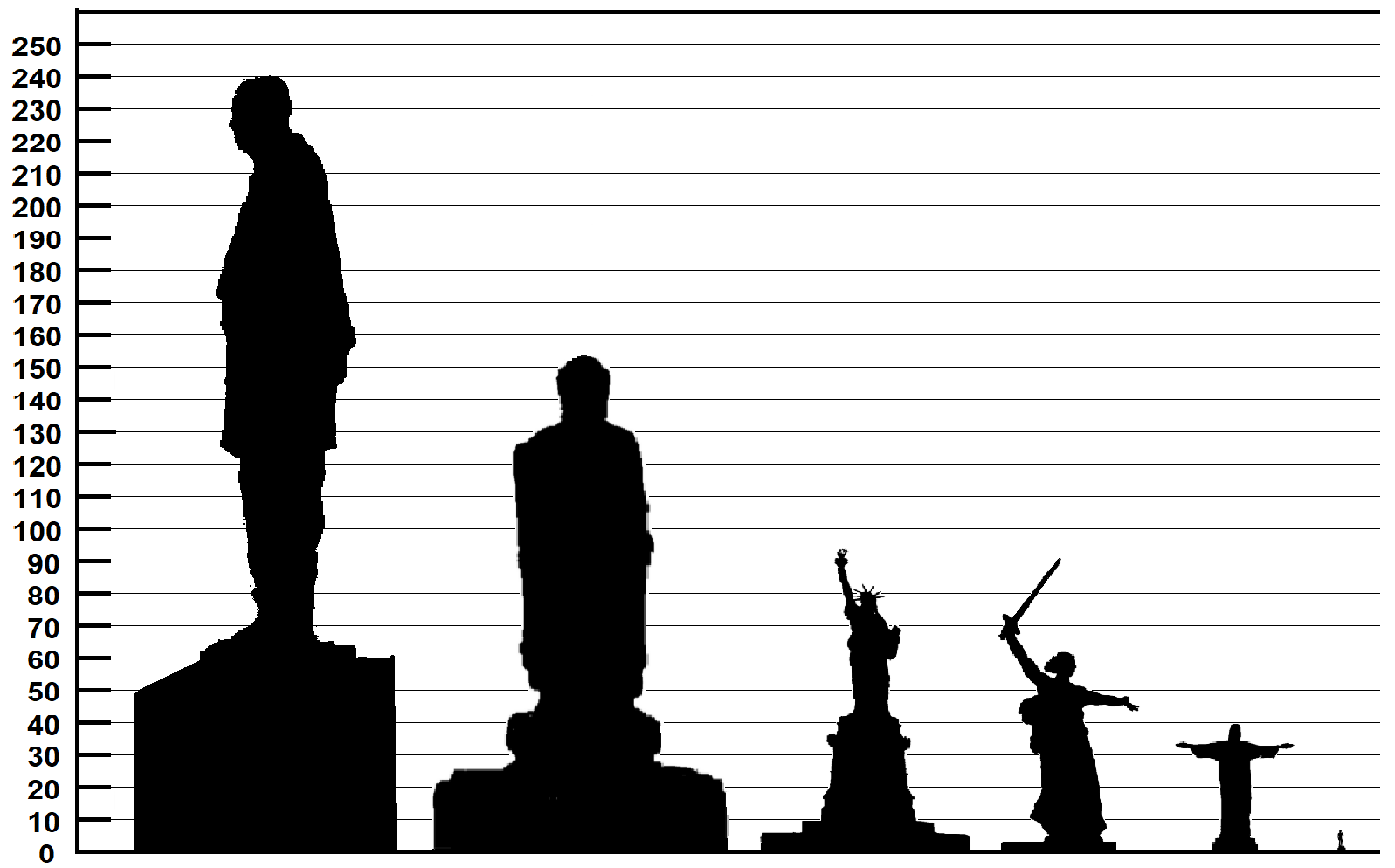

A projektet a Turner Construction, Michael Graves és Associates, valamint a Meinhardt Group tagjaiból álló konzorcium felügyelte. 57 hónapig tartott a kivitelezés (15 hónap a tervezéshez, 40 hónap az építéshez és 2 hónap az átadás). A projekt teljes költségét körülbelül 20,63 milliárd ₹-ra becsli a kormány.
Narendra Modi, aki akkoriban a Gudzsarát miniszterelnökeként szolgált, 2013. október 31-én, Patel születésének 138. évfordulóján fektette le a szobor alapkövét.
A szerződést az indiai infrastruktúra cég Larsen & Toubro nyerte el 2014. október 27-én a legalacsonyabb ajánlattal a tervezéshez, építéshez és karbantartáshoz.   Az építkezést 2014. október 31-én kezdték meg. A projekt első szakaszában 13,47 milliárd ₹-ba került a főszobor, 2,35 milliárd ₹-ba a kiállítóterem és a konferencia központ, 830 millió ₹-ba az emlékművet a szárazfölddel összekötő híd és 6,57 milliárd ₹-ba a szerkezet karbantartása a befejezésétől számított 15 évig.   A Sadhu Bet domb 70 méterről 55 méterre lapult, hogy megépíthessék rajta az alapot.
Az L&T több mint 3000 munkást és 250 mérnököt foglalkoztatott a szobor építésénél. A szobor magjához 210 ezer m³ cementbetont, 6500 tonna szerkezeti acélt és 18 500 tonna megerősített acélt használtak fel. A külső homlokzat 1700 tonna bronzlemezből és 1850 tonna bronzburkolatból áll, amelyek viszont 565 makro- és 6000 mikropanelt foglalnak magukba. A bronzlemezeket a Jiangxi Tongqing Metal Handicrafts Co. Ltd-ben (a TQ Art öntöde) öntötték Kínában, mivel megfelelő berendezések Indiában nem álltak rendelkezésre. A bronzlemezeket a tengeren keresztül, majd közúton szállították az építkezés közelében lévő műhelybe, ahol összeszerelték őket.  
A tadvi törzsbe tartozó helyi törzsek ellenezték a földvásárlást a szobor körüli turisztikai infrastruktúra fejlesztése érdekében. Készpénzt, földkompenzációt, és munkalehetőséget kínáltak fel nekik. Kevadia, Kothi, Waghodia, Limbdi, Navagam és Gora falvak emberei ellenezték a szobor építését, és követelték a korábban a gát számára megszerzett 375 hektár földjogi jogok visszaállítását, valamint egy új Garudeshwar körzet kialakítását . Emellett ellenezték a Kevadia Területfejlesztési Hatóság (KADA). Gudzsarát kormánya elfogadta követeléseiket.
Az emlékmű építése 2018. október közepén fejeződött be; az ünnepséget 2018. október 31-én tartották Narendra Modi miniszterelnök vezetésével. A szobrot az indiai mérnöki tehetség elismerésének tulajdonítják.

## Jellemzők

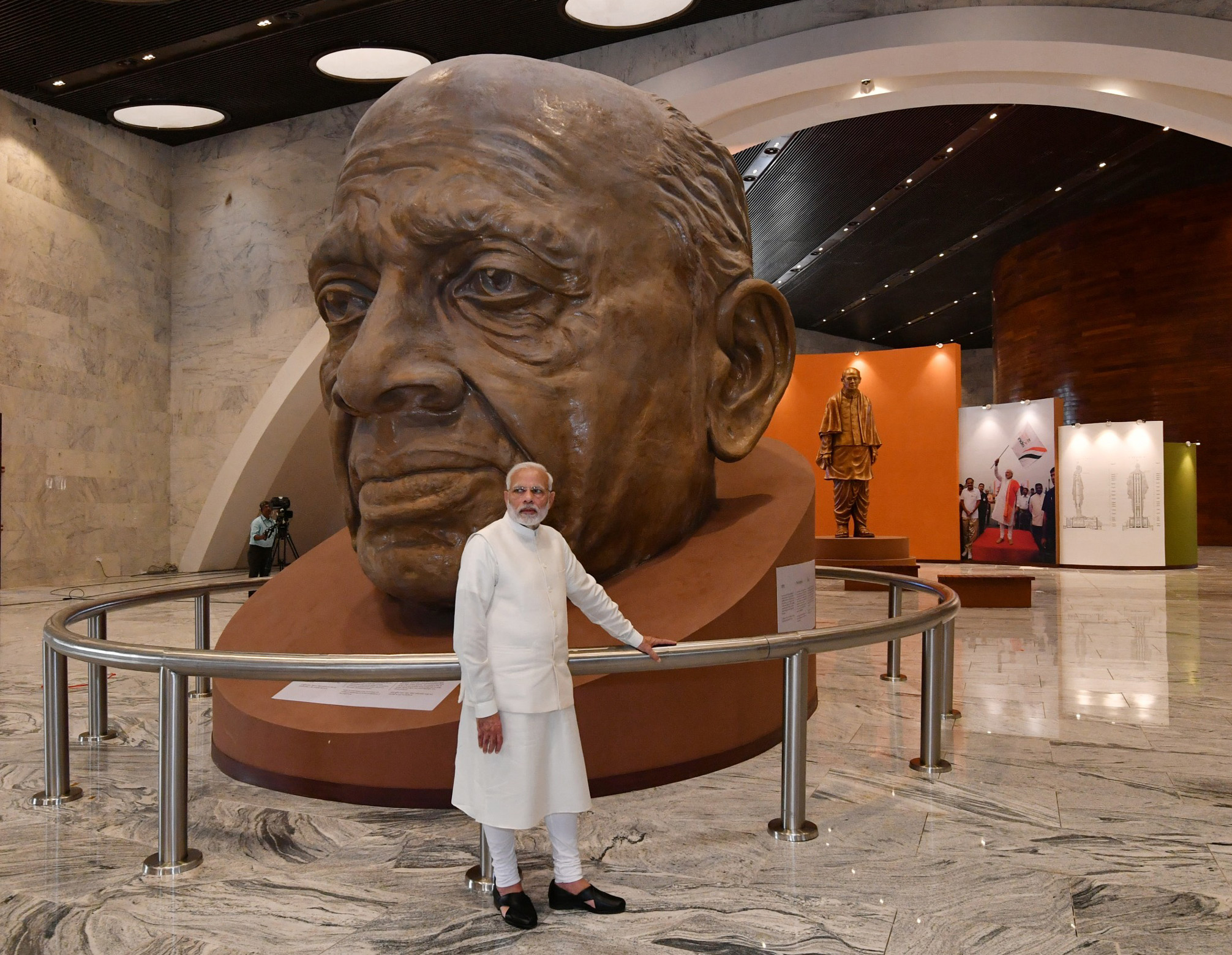
Narendra Modi miniszterelnök a komplexum múzeumában.

Az egység szobra a világ legmagasabb szobra a maga 182 méterével. 54 méterrel magasabb, mint az előző rekordőr, a Tavaszi templom Buddha Kína Henan tartományában. Az előző legmagasabb szobor Indiában a 41 méteres Hanumán szobor a Paritala Anjaneya templomban, a Vijayawada közelében, Andhra Pradesh államban . A szobor 7 kilométeres körzeten belül látható.
Az emlékmű a Sadhu Bet nevű folyószigeten épült fel, 3,2 km-re a Narmada-gát felé fordulva. A szobor és környéke több mint 2 hektár és körülötte van egy 12 km hosszú mesterséges tó, amelyet a Garudeshwar patak alkotott a Narmada folyón.
A szobor öt zónára van felosztva, amelyek közül csak három hozzáférhető a nyilvánosság számára. Alapjától Patel lábszárig az első zóna, amelynek három szintje van, és tartalmaz egy kiállítási területet, mezzanint és tetőt. Az 1. zóna emlékkertet és múzeumot tartalmaz. A második zóna Patel combjáig nyúlik, míg a harmadik 153 méter magasan a kilátó galériáig terjed. A 4. zóna a karbantartási terület, míg a végső zóna a szobor fejét és vállait tartalmazza.
Az 1. zónában található múzeum Sardar Patel életét és érdemeit taglalja. A szomszédos audiovizuális galéria 15 perces prezentációt nyújt Patelről, és bemutatja az állam törzsi kultúráját. A szobor lábait alkotó betontornyokban két lift található. Mindkét felvonó egyszerre 26 embert szállíthat a néző galériába alig több mint 30 másodperc alatt. A galéria 153 méter magasságban található és akár 200 embert is képes befogadni.

## Idegenforgalom
2018. november 1-ei átadása után több, mint 128 ezren látogatták meg, kilenc hónap alatt pedig több mint 1,9 millió látogató tekintette meg, és várhatóan körülbelül 15.000 közvetlen munkahelyet teremt a turizmusban és az ahhoz kapcsolódó ágazatokban. Minden szombaton és vasárnap több mint 7500 ember gyűl a helyre minden nap.

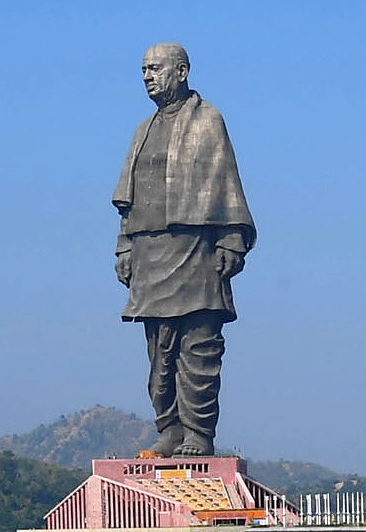
Az egység szobra
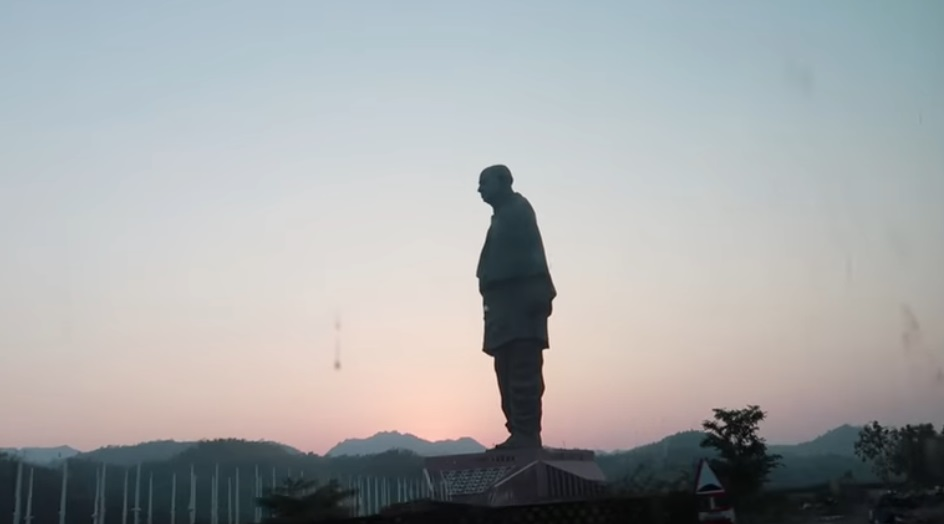
Az egység szobra az autópályáról nézve
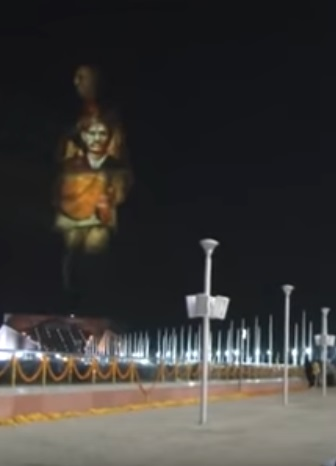
Fény és hang show
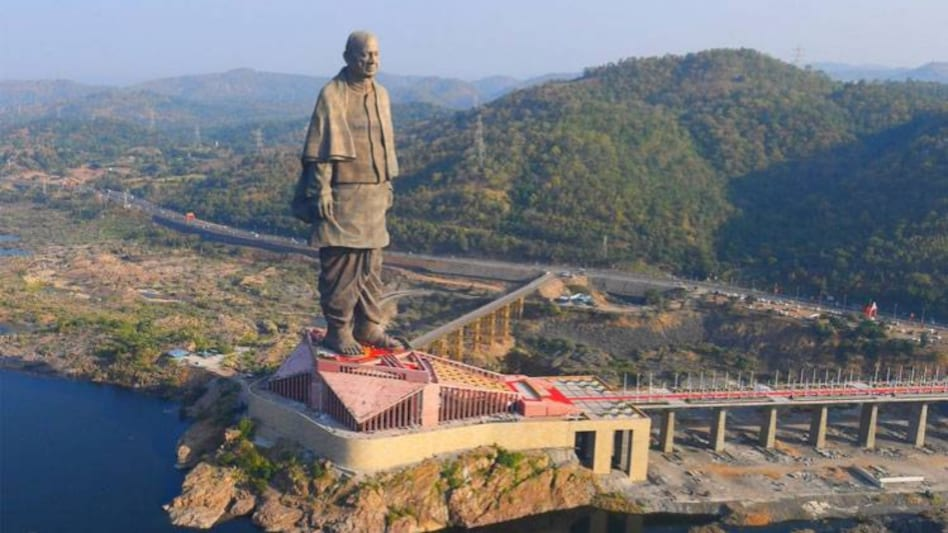
A szobor és talapzata
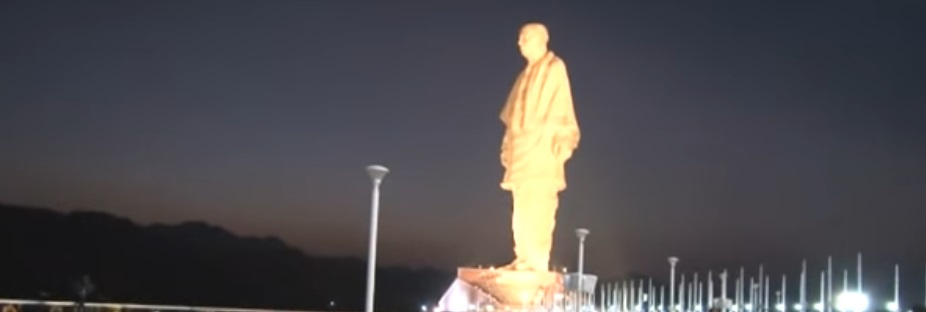
Egység szobra, éjjel kivilágítva
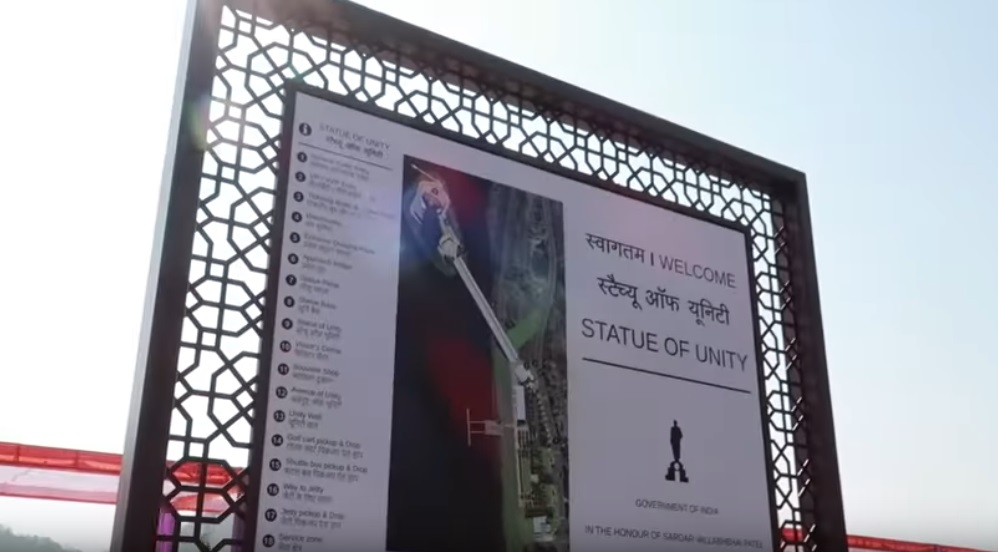
Jelzések és térkép az Egység szobránál
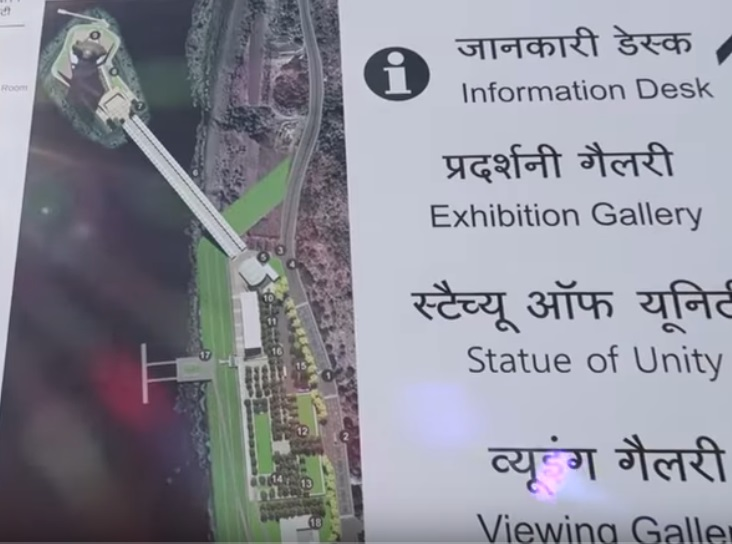
Térkép és iránymutatók a kiállítási galériához
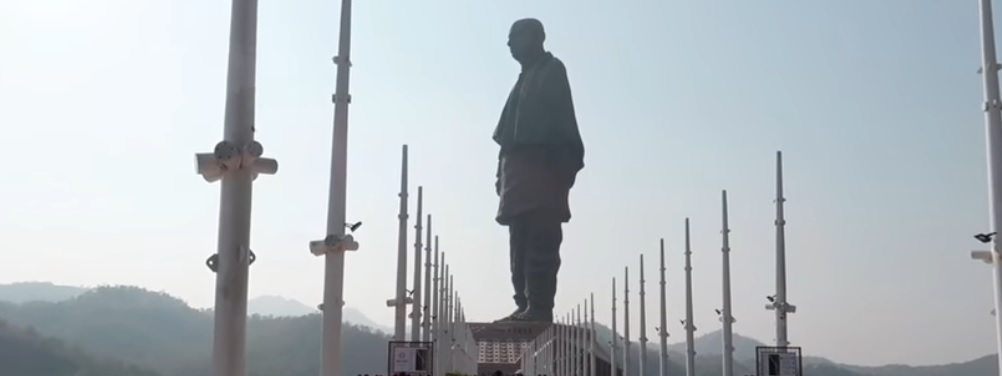
Az Egység szobra, a kövezett megközelítési sétányról nézve

## Fordítás
Ez a szócikk részben vagy egészben  a   Statue of Unity című angol Wikipédia-szócikk ezen változatának fordításán alapul.  Az eredeti cikk szerkesztőit annak laptörténete sorolja fel. Ez a jelzés csupán a megfogalmazás eredetét és a szerzői jogokat jelzi, nem szolgál a cikkben szereplő információk forrásmegjelöléseként.